# Еміль Прісс д'Авен
Ашіль-Констан-Теодор-Еміль Прісс д'Авен, часом Пріс д'Авенн (27 січня 1807, Авен-сюр-Ельп — 16 лютого 1879, Париж) — французький археолог, єгиптолог, архітектор і письменник.

## Біографія
Прісс д'Авен народився в Авен-сюр-Ельп, Франція, 27 січня 1807 року у французькій аристократичній родині. Після передчасної смерті батька в 1814 році, за порадою діда він через рік вступив до колежу, щоб підготуватися до кар'єри в юридичній професії. 1836 року Прісс д'Авен вирішив стати археологом після корооткочасного викладання в піхотній школі в Дамієтті.

## Життя в Єгипті
У 1827 році, коли він прибув до Єгипту, його найняв віцекороль Єгипту Мухаммед Алі-паша на посаду інженера-будівельника. Він багато років жив як єгиптянин, прийнявши ім'я Ідріс-ефенді, вивчав арабську мову та сповідував іслам. Він стверджував, що прийняття єгипетської культури призвело до глибшого розуміння єгипетського суспільства та народу.

## Східний альбом

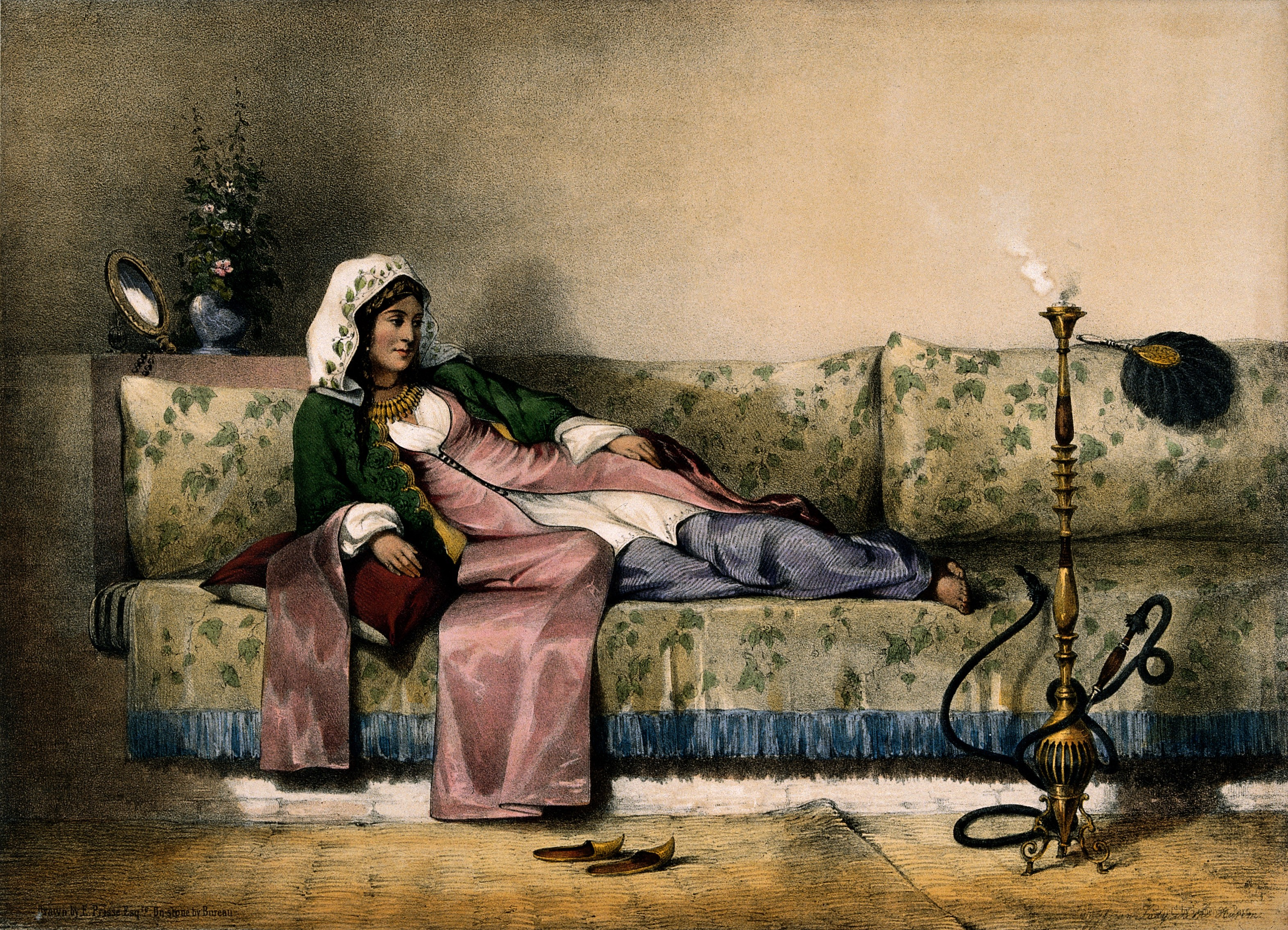
Зображення лежачої мусульманки зі «Східного альбому».

У 1848 році він створив 30 літографій, що зображують людей, які живуть у долині Нілу, для книги костюмів під назвою «Східний альбом», написаної Джеймсом Огастесом Сент-Джоном, британським письменником і мандрівником.

## Вибрана бібліографія
- Arabic Art: monuments after Cairo from the 7th century to the end of the 18th century (1869—1877)(with Schmidt,C) NY public library archive retrieved GMT12:56 25.9.11
- Arabic Decoration (1885)
- Atlas of Egyptian Art, with an introduction by Maarten J. Raven, captions by Olaf E. Kaper (reedition AUC Press 2000)
- Egyptian monuments, bas-reliefs, paintings, sculptures (1842) NY public library archive retrieved GMT12:51.25.9.11
- Monuments of Egypt and of the Nubie: descriptive Notices and the letters of Egypt and the Nubie retrieved 13:07GMT 24/09/2011
- Histoire de l'art égyptien d'après les monuments depuis les temps les plus reculés jusqu'à la domination romaine par Prisse d'Avennes; ouvrage publié sous les auspices du Ministère de l'instruction publique, des cultes et des beaux-arts. Texte par P. Marchandon de La Faye ... (d'après les notes de l'auteur) Published 1878
- Histoire de l'art egyptien: d'après les monuments retrieved 12:25 24/09/11
- page.393 of text retrieved (approx') GMT13:45 24/09/11
- http://archive.aramcoworld.com/issue/199006/prisse-a.portrait.htm